# دهستان کراب
کراب، دهستانی است از توابع بخش مرکزی شهرستان سبزوار استان خراسان رضوی ایران. مرکز این دهستان روستای  بلاش آباد  است.

## جمعیت
جمعیت این دهستان بر اساس سرشماری سال ۱۳۸۵ جمعیت آن ۳٬۳۳۵ نفر (۱٬۱۰۶ خانوار)
بوده است.